# Sauropus granulosus
Sauropus granulosus är en emblikaväxtart som beskrevs av Airy Shaw. Sauropus granulosus ingår i släktet Sauropus och familjen emblikaväxter. Inga underarter finns listade i Catalogue of Life.